# Shannon Purser
Shannon Purser (Atlanta, 27 juni 1997) is een Amerikaanse actrice.

## Biografie
Purser werd geboren in Atlanta (Georgia) op 27 juni 1997. In 2016 studeerde Purser aan de Kennesaw State University. Ze werkte voorheen in een bioscoop in Roswell, maar stopte om zich te concentreren op acteren.
Ze maakte in 2016 haar acteerdebuut in de Netflix sciencefictionserie Stranger Things waar ze de rol van Barbara Holland speelde. Hoewel het slechts een bijrol was, groeide Barbara uit tot een van de favoriete personages en leverde het Purser een Emmy Award-nominatie op voor "Beste vrouwelijke gastrol in een dramaserie". Verder is ze op televisie bekend van haar terugkerende rol als Ethel Muggs in de dramaserie Riverdale.
In 2017 maakte ze haar filmdebuut in de horrorfilm Wish Upon. Een jaar later speelde ze de hoofdrol in de film Sierra Burgess Is a Loser.
Purser is een amateur-beeldend kunstenaar en muzikant. Ze getuigde over het leven met een dwangstoornis en pleit regelmatig voor geestelijke gezondheid. Ze sprak zich ook uit over hoe volslanke actrices het vaak moeilijk hebben in Hollywood. In april 2017 kwam Purser in een Twitter-bericht uit de kast als biseksueel.

## Filmografie
- Library of Congress Control Number: no2017137065
- Virtual International Authority File: 6893150943162826760000
- WorldCat: E39PBJmdx4ykwTmpcF7GhhkRrq